# Système de Burr
En probabilités, le système de Burr est un ensemble de fonctions utilisées pour modéliser des lois de probabilités à partir d'échantillons. Il a été mis au point par Burr en 1942, dans l'idée de pouvoir générer des fonctions de répartition adaptées tout en restant simples à manipuler.
Des douze cas originellement étudiés par Burr, le 12e et dernier est celle qui est connue comme la fonction de répartition de la loi de Burr.

## Principe
Pour les lois univariées, Burr s'intéresse aux fonctions de répartition F vérifiant l'équation différentielle :
{\displaystyle F'(x)=F(x)(1-F(x))g(x)}
où g est une fonction positive. On retrouve les fonctions de Pearson pour (Burr 1942) :
{\displaystyle g(x)={\frac {1}{ax^{2}+bx+c}}.}
Cette équation se résout simplement avec :
{\displaystyle F(x)={\frac {1}{1+\exp \left(-\int _{-\infty }^{x}g(t)\,\mathrm {d} t\right)}}}

## Solutions de Burr
Dans son article, Burr cite douze solutions de l'équation différentielle telles qu'elles répondent aux caractéristiques d'une fonction de répartition d'une loi de probabilités (à savoir être croissante sur la droite réelle, la semi-continuité à droite, et prendre les valeurs sur [0;1]).
Type I
Elle correspond au cas où {\displaystyle g(x)={\frac {1}{x(1-x)}}1\!\!1_{0<|x|<1}(x)}, ce qui permet de retrouver la loi uniforme continue.
Type II
Elle correspond au cas où {\displaystyle F(x;k)=(1+{\rm {e}}^{-x})^{-k}}.
Pour k = 1, on reconnait la loi logistique.
Type III
Elle correspond au cas où 
{\displaystyle F(x;c,k)\propto \left[1+x^{c}\right]^{-k}1\!\!1_{\mathbb {R} _{+}}(x)}
Pour k = 1, on reconnait la loi log-logistique.
On l'appelle aussi « loi de Burr inverse » ou « loi de Dagum généralisée ».
Type IV
Elle correspond au cas où 
{\displaystyle F(x;c,k)\propto \left[1+\left({\frac {c}{x}}-1\right)^{\frac {1}{c}}\right]^{-k}1\!\!1_{]0;c[}(x)}
Type V
Elle correspond au cas où 
{\displaystyle F(x;k)\propto \left[1+c\exp(-\tan(x))\right]^{-k}1\!\!1_{]-{\frac {\pi }{2}},{\frac {\pi }{2}}[}(x)}
Type VI
Elle correspond au cas où 
{\displaystyle F(x;k)\propto \left[1+\exp(-k\sinh(x))\right]^{-k}}
Type VII
Elle correspond au cas où 
{\displaystyle F(x;k)\propto {\frac {1}{2^{k}}}\left[1+\tanh(x))\right]^{k}}
Type VIII
Elle correspond au cas où 
{\displaystyle F(x;k)\propto \left[{\frac {2}{\pi }}\arctan({\rm {e}}^{x})\right]^{k}}
Pour k = 1, on reconnait la loi sécante hyperbolique.
Type IX
Elle correspond au cas où 
{\displaystyle F(x;c,k)\propto 1-{\frac {2}{2+c\left[(1+{\rm {e}}^{x})^{k}-1\right]}}}
Type X
Elle correspond au cas où 
{\displaystyle F(x;k)\propto (1-{\rm {e}}^{-x^{2}})^{k}1\!\!1_{\mathbb {R} _{+}}(x)}
Pour k = 1, on reconnait la loi de Rayleigh.
Type XI
Elle correspond au cas où 
{\displaystyle F(x;k)\propto \left[x-{\frac {\sin(2\pi x)}{2\pi }}\right]^{k}1\!\!1_{]0;1[}(x)}
Pour k = 1, on reconnait la loi du cosinus surélevé.
Type XII
C'est cette loi qu'on appelle la loi de Burr, car c'est celle que Burr étudie plus spécifiquement dans son article d'origine :
{\displaystyle F(x;c,k)\propto (1-\left(1+x^{c}\right)^{-k})1\!\!1_{\mathbb {R} _{+}}(x)}